# Польская низинная овчарка
Польская низинная овчарка (пол. Polski Owczarek Nizinny) — длинношёрстная порода собак, выведенная в Польше.

## История породы
Известные в своём нынешнем виде в Польше по крайней мере в XIII веке, польские низинные овчарки, по одной из версий, которой придерживаются большинство любителей породы, происходят от смеси местных польских собак и другой неизвестной породы, которая когда-то была на территории Шотландии (а, возможно, и сейчас есть), откуда их забрал в Польшу польский купец Казимир Грабски.
По этой версии, Казимир Грабски, когда был в Шотландии, проезжая мимо одной из ферм, увидел собак, которые очень хорошо пасли овец. Он обменял одну из парий зерна владельцам этих собак на шестерых особей, чтобы они помогли его рабочим (пастухам) перегнать купленных им животных в Польшу. Впоследствии, эти собаки скрестились с местными породами, в результате получились собаки, похожие на бородатых колли. Они хорошо пасли стада, даже могли противостоять хищникам за счёт своего размера, но пастухи нуждались в более маленьких собаках, которые бы не пугали овец, так как собаки получившейся породы, вместо того, что бы собирать овец в одно стадо и помогать в перемещении их с одного места на другое, а наоборот их распугивали.
По другой версии, к которой склоняется большинство учёных, польская низинная овчарка получена от скрещивания венгерской пастушьей породы пули с другими пастушьими собаками, среди которых есть и бергамская овчарка. Польские низинные овчарки жили и работали на пастбищах Польши в течение нескольких веков, пока в Европе в конце XIX — начале XX века не возник сильный интерес к пастушьим породам собак. Вскоре началось селективное племенное разведение этой породы, во многих имениях, дворцах можно было увидеть эту породу. Порода была показана на выставке домашних птиц и собак, которая проходила в Варшаве в 1924 году. Было решено начать регистрацию чистокровных польских низинных овчарок, но этому помешали немецкие войска, которые вторглись в Польшу в 1939 году. Из-за Второй мировой войны осталось не более трёх чистокровных представителей этой породы. После войны нашлось несколько человек, которые хотели восстановить породу. Началась сложная работа, которая увенчалась успехом — в 1957 году первые представители восстановленной породы Польским клубом собаководства (PKL). FCI (МКФ) признало породу в 1963 году, стандарт был основан на характеристиках Смока — собаки, которой владела член группы, которая занималась восстановлением породы, доктор Данута Хриневич. В 1965 году представители недавно-признанной породы были показаны на Международной выставке собак, где их по праву оценили заводчики из всех стран мира. В 1989 году восемь любителей породы основали Американский клуб любителей польских низинных овчарок (American Polski Owczarek Nizinny Club). Американский клуб собаководства признал породу «Польская низинная овчарка» как породу в группе пастушьих собак в 2001 году.

## Внешний вид
Польская низинная овчарка является мускулистой собакой с толстой шерстью. Двойная шерсть может быть любого цвета или узора, белый, серый и коричневый цвета являются наиболее распространенными, бывают чёрные, серые или коричневые пятна. Подшерсток мягкий и густой, в то время как шерсть сверху грубая, прямая или волнистая, но не курчавая. Из-за шерсти вокруг головы голова кажется чуть больше; шерсть может налезать на глаза.
Кобели 45—50 см в высоту, в то время как суки — 42—47 см. Кобели обычно весят от 18 до 22 кг, суки в среднем весят от 12 до 18 кг. Тело кажется прямоугольным из-за обилия шерсти на груди и на спине; отношение высоты и длины тела в среднем — 9:10 (у собаки высотой 45 см длина тела около 50 см). Хвост обычно очень короткий.

## Темперамент
Польские низинные овчарки стабильные и уверенные в себе. У них отличная память и они могут быть хорошо обучены, но могут доминировать при безвольном владельце. Польские низинные овчарки хорошо адаптируются к различным условиям, и пользуются популярностью как собаки-компаньоны для жителей квартир в их родной Польше. Польские низинные овчарки требуют умеренного количества физических упражнений ежедневно.
Польские низинные овчарки могут конкурировать с другими породами в испытаниях на ловкость, испытания на послушание, в флайболе, в трекинге и скотоводческих испытаниях. Инстинкты скотоводства и способность к обучению может быть измеряются с помощью разных тестов. Польские низинные овчарки которые хорошо проявляют инстинкты выпаса скота могут быть специально обучены, чтобы конкурировать в испытаниях пастушьих собак.

## Здоровье
В общем, польские низинные овчарки являются очень здоровой породой. Животные должны быть проверены на дисплазию тазобедренного сустава и должны быть проверены на заболевания глаз, такие как PRA (прогрессирующая атрофия сетчатки), прежде чем использоваться для разведения. Польские низинные овчарки требуют низко-белковой диеты. Средняя продолжительность жизни польская низинной овчарки составляет от 10 до 12 лет.